# Копки (Селтинський район)
Ко́пки (рос. Копки) — село у складі Селтинського району Удмуртії, Росія.

## Населення
Населення — 574 особи (2010; 712 в 2002).
Національний склад станом на 2002 рік:
- удмурти — 52 %
- росіяни — 48 %

## Урбаноніми[3]
- вулиці — 40 років Перемоги, В. В. Мікрюкова, Голдобіна, Жовтнева, Лучна, Механізаторська, Праці, Садова, Східна, Шкільна
- провулки — Західний